# Auguste Henri Cornut de Coincy
Auguste Henri Cornut de Coincy (o Auguste Henri Cornut de la Fontaine de Coincy) ( * 1837 - 1903) fue un botánico francés.
Recolectó especímenes de la Flora de Marruecos, y también se especializó en la flora española. Entre los años 1889 y 1890 visita el Parque natural del Macizo del Montgó, citando Carduncellus dianius y Centaurea rouyi.
Fue miembro de la Sociedad Botánica de Francia.

## Honores
En su honor y a un año de su fallecimiento se instaura en su honor, el Premio de Coincy, para recompensar trabajos en taxonomía.
La Sociedad Botánica de Francia en su honor otorga el Premio de Coincy.

### Epónimos
El género Coincya Rouy (de las Brassicaceae) se nombró en su honor.
- La abreviatura «Coincy» se emplea para indicar a Auguste Henri Cornut de Coincy como autoridad en la descripción y clasificación científica de los vegetales.[2]

## Obras
- Ecloga plantarum hispanicarum seu icones specierum novarum vel minus cognitarum per Hispanias nuperrime detectarum = Figures de plantes trouvées en Espagne / con 10 planchas litografiadas. Publicación: París : G. Masson, ed., Biblioteca de la Academia de Medicina, 120, Boulevard Saint-Germain, 120. 1893

- Ecloga tertia plantarum hispanicarum seu icones stirpium recentioribus temporibus per Hispanias lectatarum /; con 12 planchas litografiadas. París : G. Masson et Cie., ed., Biblioteca de la Académie de médecine, 120, Boulevard Saint-Germain, 120. 1897